# 赫迪·阿马拉·努伊拉
赫迪·阿马拉·努伊拉（阿拉伯语：‎，1911年4月6日—1993年1月25日）是突尼斯政治家，突尼斯共和国第二任總理。

## 生平
1911年4月6日，赫迪·阿马拉·努伊拉出生於莫纳斯提尔，小學在家鄉就讀，中學轉到蘇塞。長大後移居法國，1931年在巴黎獲得业士文凭。1934年，努伊拉和哈比卜·布尔吉巴等人創立新宪政党推動突尼斯獨立運動。完成學業後回到突尼斯，因政治運動被殖民地政府關押，並隨布尔吉巴等人送往法國本土囚禁，1943年2月返回突尼斯不久，又被流放到意大利。1950年代，努伊拉作為新宪政党代表出席關於突尼斯獨立的巴黎會議。1952年拒絕加入萨拉赫丁·巴库什組建的政府後，同年4月被流放到突尼斯南部，1953年再次被囚禁，同年八月出任塔哈尔·本·阿马尔組建政府的貿易部長一職。
1956年3月突尼斯獨立後，出任布尔吉巴組建新政府的財政部長一職，1958年組建突尼斯中央银行並擔任行長一職直到1970年。1970年出任突尼斯總理，致力於改善國民經濟。布尔吉巴在1974年修改憲法成為終身總統，並確認努伊拉為其繼任人。1980年2月，努伊拉因為中風無法處理政務，時任教育部長穆罕默德·姆扎利接任總理一職。
1993年1月25日在拉馬爾薩逝世，葬於家鄉莫纳斯提尔。

## 影響
突尼斯中央银行在2020年4月28日發行新版第納爾紙幣，其中50第納爾紙幣使用了努伊拉的肖像。